# Gianantonio Capizucchi
Gianantonio Capizucchi (ur. 24 października 1515 w Rzymie, zm. 28 albo 29 stycznia 1569 tamże) – włoski kardynał.

## Życiorys
Urodził się 24 października 1515 roku w Rzymie, jako syn Cristofora Capizucchiego i Lavinii Castellany. Po studiach uzyskał stopień doktora utroque iure, a następnie został referendarzem Najwyższego Trybunału Sygnatury Apostolskiej i audytorem Roty Rzymskiej. 20 grudnia 1555 roku został kreowany kardynałem prezbiterem i otrzymał kościół tytularny San Pancrazio. Został członkiem Rzymskiej Inkwizycji i członkiem komisji mającej zreorganizować diecezje na terenie Niderlandów. 5 lipca 1557 roku został wybrany biskupem Lodi, a 21 grudnia przyjął sakrę. Ze względu na brak akceptacji Filipa II, Capizucchi nie mógł objąć, ani rezydować w diecezji do 1563 roku. Rok później, na prośbę Karola Boromeusza, papież wezwał Capizucchiego do Rzymu, gdyż zarzucano mu zbyt rozwiązłe życie. Został także członkiem komisji mającej rozstrzygnąć kwestię celibatu duchowieństwa, ponieważ sobór trydencki pozostawił tę kwestię bez rozwiązania. W latach 1567–1568 był kamerlingiem Kolegium Kardynałów, a w okresie 1568–1569 – prefektem Trybunału Sygnatury Łaski. Zmarł 28 albo 29 stycznia 1569 roku w Rzymie.